# Композиция (музика)
Вижте пояснителната страница за други значения на Композиция.
Музикалната композиция e оригинално музикално произведение, било то песен или инструментална музика, структурата на музикално произведение, процес на създаване и писане на нова песен както и музикално парче. Хората, които създават нови композиции, се наричат композитори в класическата музика. В популярната музика и в народната музика създателите на нови песни също се наричат композитори, а човекът, който пише нови думи за песен, е лирик. „Композицията“ е акт и практика за създаване на песен и музикално парче. В много култури, включително и в западната класическа музика, правенето на музикална композиция включва създаването на музикална нотация, наречена партитура, който след това се изпълнява от композитора и от инструментални музиканти и певци. В популярната музика и традиционната музика композирането на песни може да включва създаването на основна контур на песента, наречена оловният лист, който определя мелодията, текста и прогресията на акорда. В класическата музика, оркестрацията (избирането на инструментите на голям музикален ансамбъл като оркестър, който ще изпълнява различни части на музиката като мелодия, съпровод, контрамелодия, бас линия и т.н.) обикновено се извършва от композитора, но в музикален театър и в поп музиката, композиторите могат да наемат и аранжор, който да извършва оркестрацията. В някои случаи поп или класическият композитор на музика може да не използва писмено означение изобщо и вместо това да композира песента в съзнанието си и след това да свири, да пее и/или да го запише от паметта. В джаза и популярната музика забележителните звукозаписи на влиятелни изпълнители са на тежестта, която писмените или печатни произведения играят в класическата музика.
Въпреки че музикалната композиция често използва музикална нотация и има един автор, но това невинаги е така. Музикалното произведение може да има множество композитори, които често се появяват в популярната музика, когато всички членове на групата си сътрудничат за написването на песен или в музикалния театър, когато един човек пише мелодиите, вторият пише текстовете и трето лице оркестрира песните. Музика може да бъде съставена и от думи, изображения, а в 20 в. с компютърни програми, които обясняват или отбелязват как певицата или музикантът трябва да създават музикални звуци. Примерите варират от авангардната музика на 20 век, която използва графична нотация, до текстови композиции като Aus den sieben Tagen на Карлхайнц Щокхаузен до компютърни програми, които избират звуци за музикални парчета. Музиката, която е създадена изведнъж и спонтанно се нарича алеаторика и се свързва със съвременни композитори на 20 век като Джон Кейдж, Мортън Фелдман и Витолд Лютославски. По-известен пример за случайно базирана музика е звукът от вятърни камбани, които се свиват в бриз. Проучването на композицията традиционно е доминирано от изследването на методите и практиката на западната класическа музика, но дефиницията на композицията е достатъчно широка като включва създаването на популярна музика и традиционни музикални песни и инструментални произведения и да включва спонтанно импровизирани произведения като тези на фрии-джаз музикантите и на африкански перкусионисти като Еве барабанистите.
Макар че през 2000-те години композицията се състои от манипулирането на всеки аспект на музиката (хармония, мелодия, форма, ритъм и тембър), според Жан-Бенджамин де Лабора (1780, 2:12):
| „ | Композицията се състои само от две неща. Първото е нареждането и изхвърлянето на няколко звука ... по такъв начин, че тяхната последователност да угоди на ухото. Това е, което древните наричат мелодия. Втората е озвучаването на два или повече едновременни звука по такъв начин, че тяхната комбинация е приятна. Това е, което наричаме хармония и само то заслужава да се нарече композиция. | “ |